# Sala de crisis de la Casa Blanca

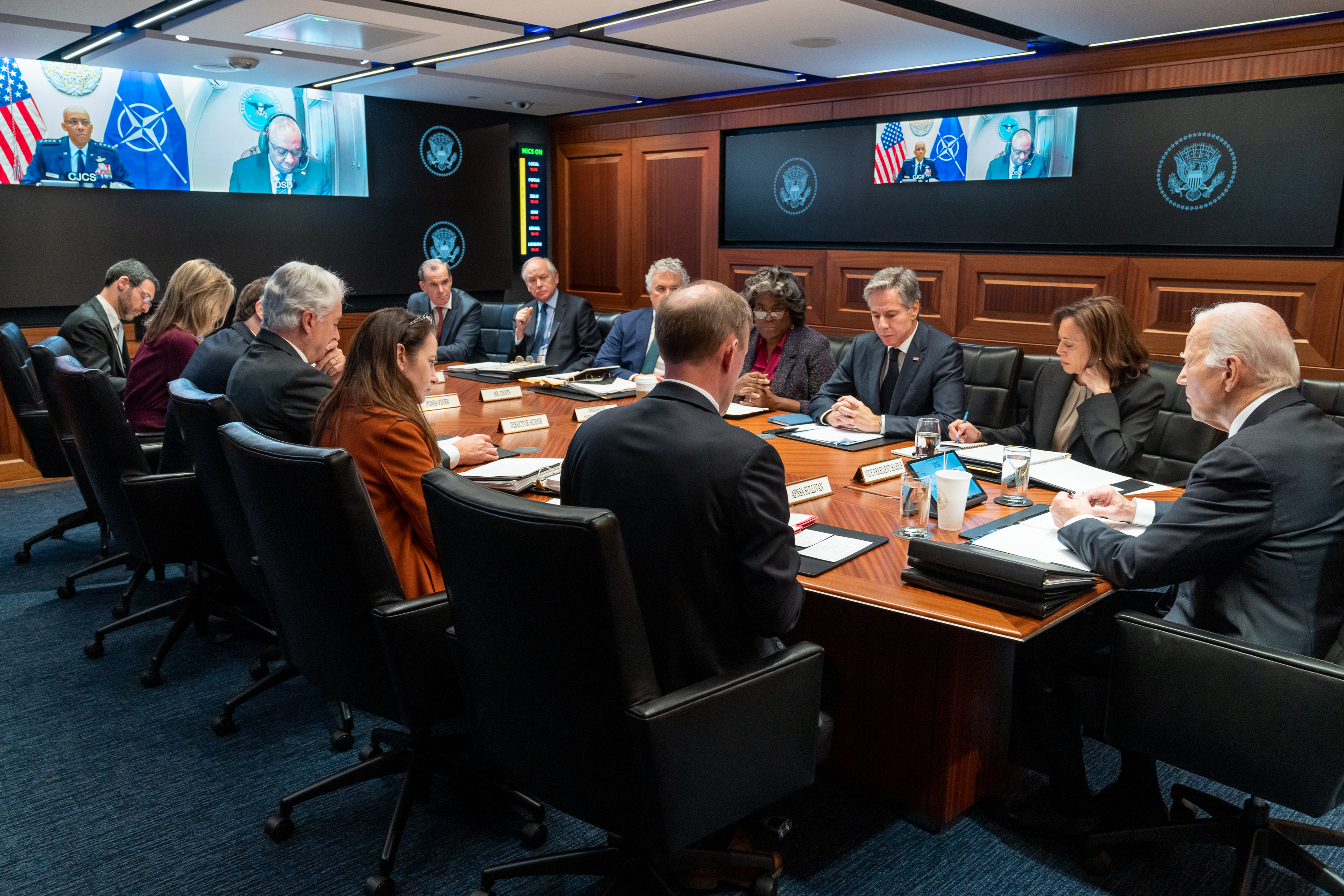
El entonces presidente estadounidense Joe Biden y funcionarios de seguridad nacional en la Sala de Situación recientemente renovada el 11 de octubre de 2023.

La sala de crisis o sala de situación (en inglés: Situation Room) de la Casa Blanca es un centro de conferencias y de control de inteligencia con una extensión de 465 m² y está situada en los bajos del ala oeste de la Casa Blanca. Está gestionada por el personal del Consejo de Seguridad Nacional de los Estados Unidos para su utilización por parte del presidente de los Estados Unidos y sus consejeros (incluyendo el Departamento de Seguridad Nacional de los Estados Unidos y el jefe de gabinete de la Casa Blanca, para monitorizar y tratar las crisis tanto nacionales como internacionales y para dirigir comunicaciones seguras con personas del exterior (generalmente del extranjero). 
La sala de crisis dispone de un avanzado equipo de comunicaciones seguras para que el presidente pueda mantener el control de las fuerzas militares de los EE. UU. desplegadas a lo largo y ancho del mundo. No se debe de confundir con el Centro Presidencial de Operaciones de Emergencia, que está situado bajo el ala este de la Casa Blanca. La Sala de Situaciones se ha modernizado varias veces, la más reciente a finales de 2023.

## Historia

### Origen y personal

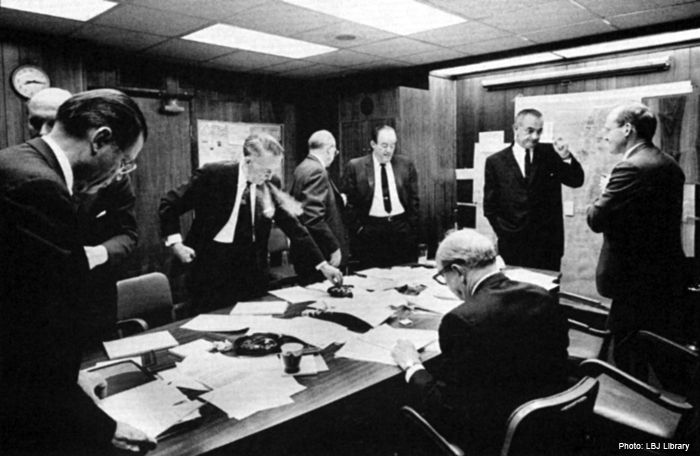
El presidente Lyndon B. Johnson y colaboradores suyos siguiendo la Guerra de los Seis Días en 1967.

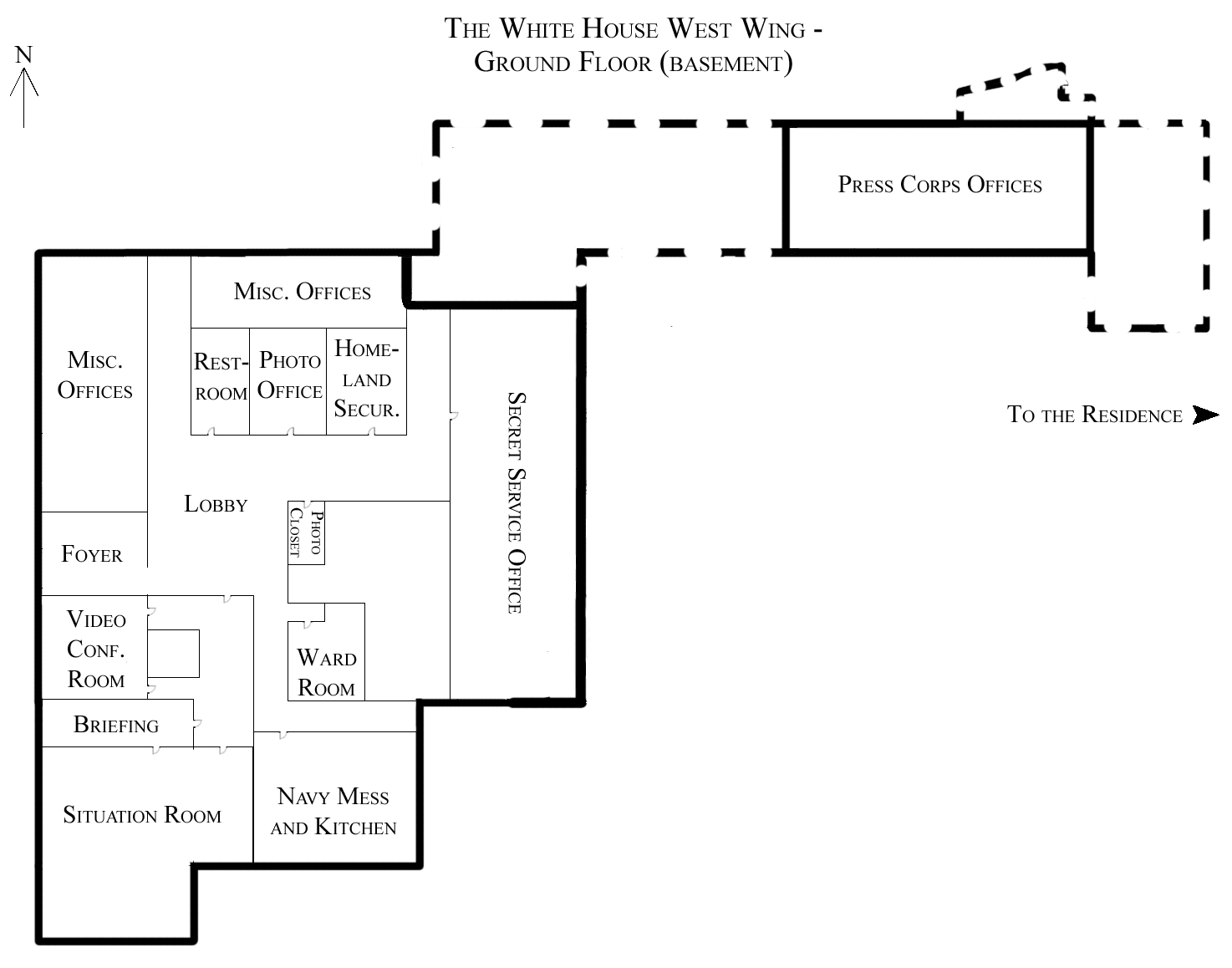
Plano aproximado de la sala (en inglés).

La sala de crisis fue creada en 1962 por el presidente estadounidense John Kennedy tras el fallido intento de invasión de la bahía de Cochinos, atribuido a una carencia de información en tiempo real. La sala posee sistemas de comunicaciones seguras integrados en ella y las paredes están formadas por paneles de madera que ocultan los diferentes sistemas de audio, vídeo y demás. La sala también cuenta con tres relojes digitales que muestran la hora actual en Washington D. C. y en otros dos enclaves geográficos, generalmente en relación con eventos políticos delicados u otro tipo de acontecimientos.
La sala de crisis cuenta con personal compuesto por agentes experimentados pertenecientes a varias agencias de la Comunidad de Inteligencia de los Estados Unidos y por oficiales militares de alta graduación. Estas personas hacen guardias de veinticuatro horas, monitorizando constantemente los acontecimientos mundiales y manteniendo convenientemente informado al personal experimentado de la Casa Blanca sobre los acontecimientos más significativos que ocurren en el mundo.

### La renovación de 2006
A mediados del año 2006, la Casa Blanca comenzó a renovar la sala de crisis, desmontándola por completo y agrandándola hacia el sur bajo el foso de arena que aísla la piscina de la Casa Blanca. Se añadieron pantallas planas y sistemas de comunicación más fiables. También se instalaron elementos tecnológicos y nuevos procedimientos para prevenir llamadas telefónicas y mensajes de texto desde teléfonos móviles sin autorización para hacerlo en la Sala. Se instalaron cabinas privadas para realizar llamadas seguras autorizadas. El Centro de Monitorización y Vigilancia fue remodelado con gradas de asientos que permiten una mejor visualización de los monitores y una mejor coordinación entre el personal. Por último, se crearon nuevas salas de videoconferencia en el nuevo espacio. 

## En la cultura popular
En muchas películas y series de televisión, la trama transcurre parcialmente en la sala de situación de la Casa Blanca. Algunas veces, se muestra como si fuese una especie de búnker, lo cual no se corresponde con la realidad, y normalmente también se muestra con un tamaño mucho mayor y mucho más avanzada tecnológicamente de lo que es en la realidad. Esto queda bien reflejado en la serie de televisión El ala oeste de la Casa Blanca.

## Galería

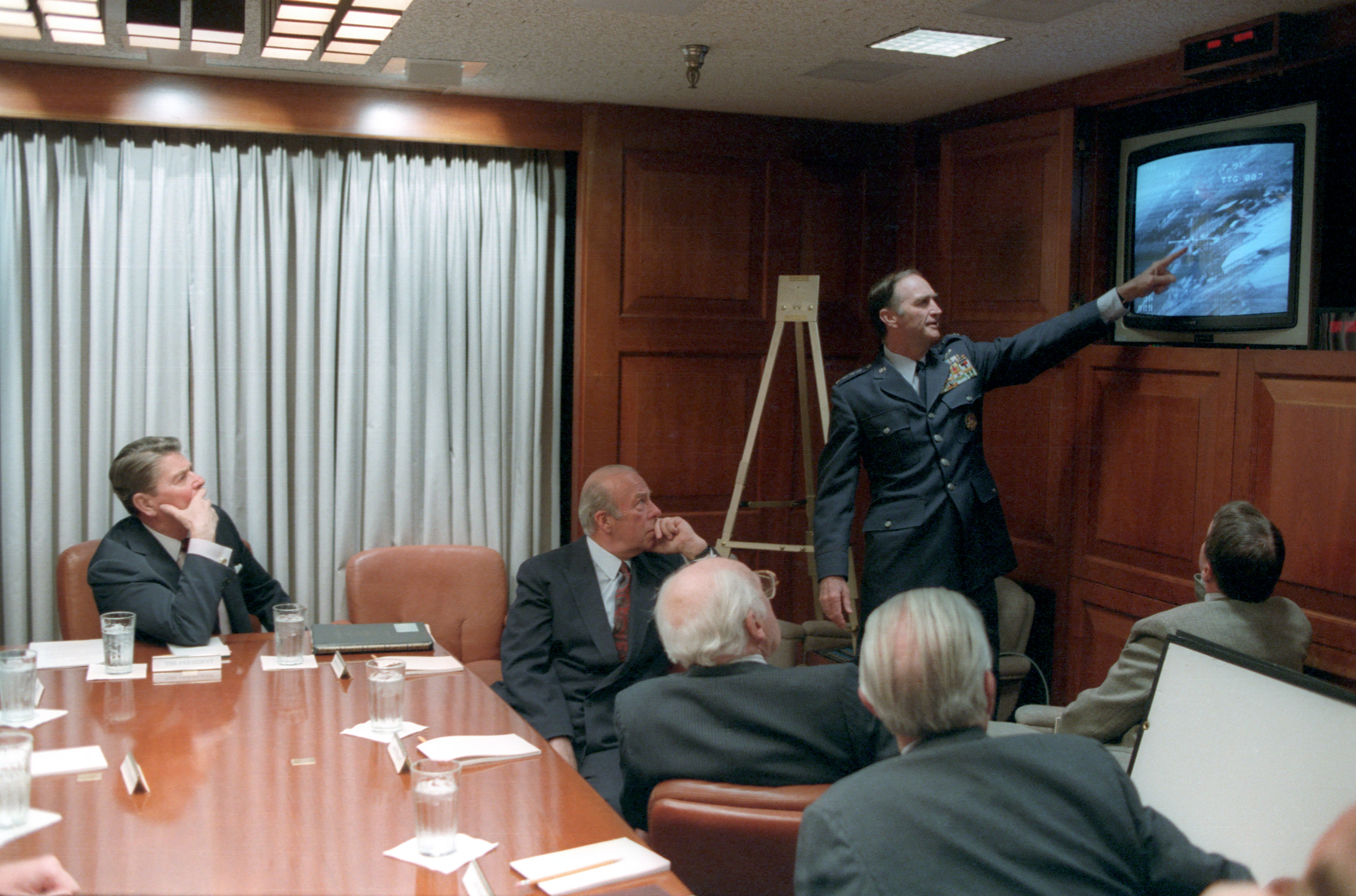
El presidente Ronald Reagan recibe información sobre los ataques sobre Libia en la Sala de Situación de la Casa Blanca, 15 de abril de 1986.
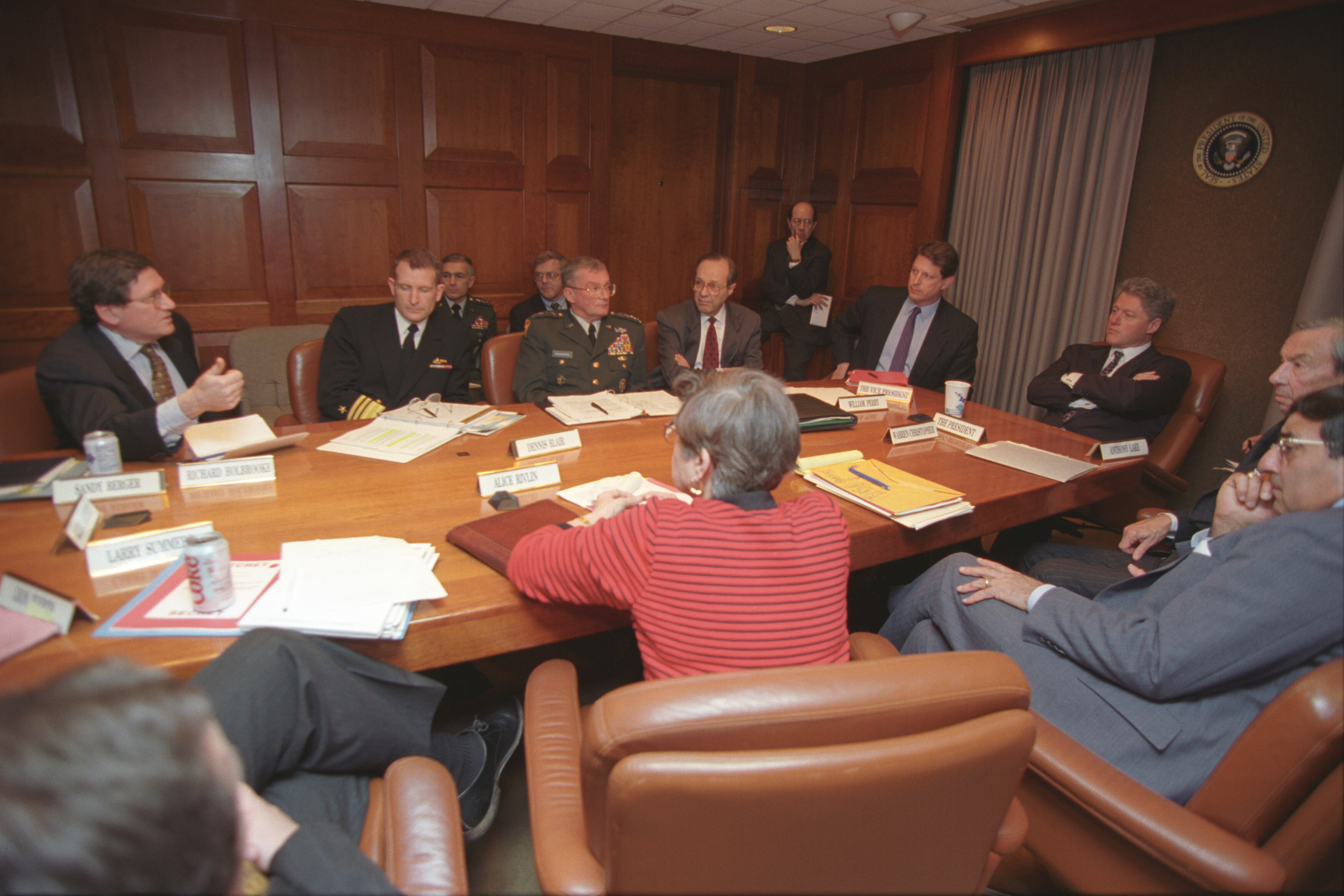
El presidente Bill Clinton recibe información en la sala de crisis sobre los vuelos de Hermanos al Rescate sobre Cuba el 20 de febrero de 1996.
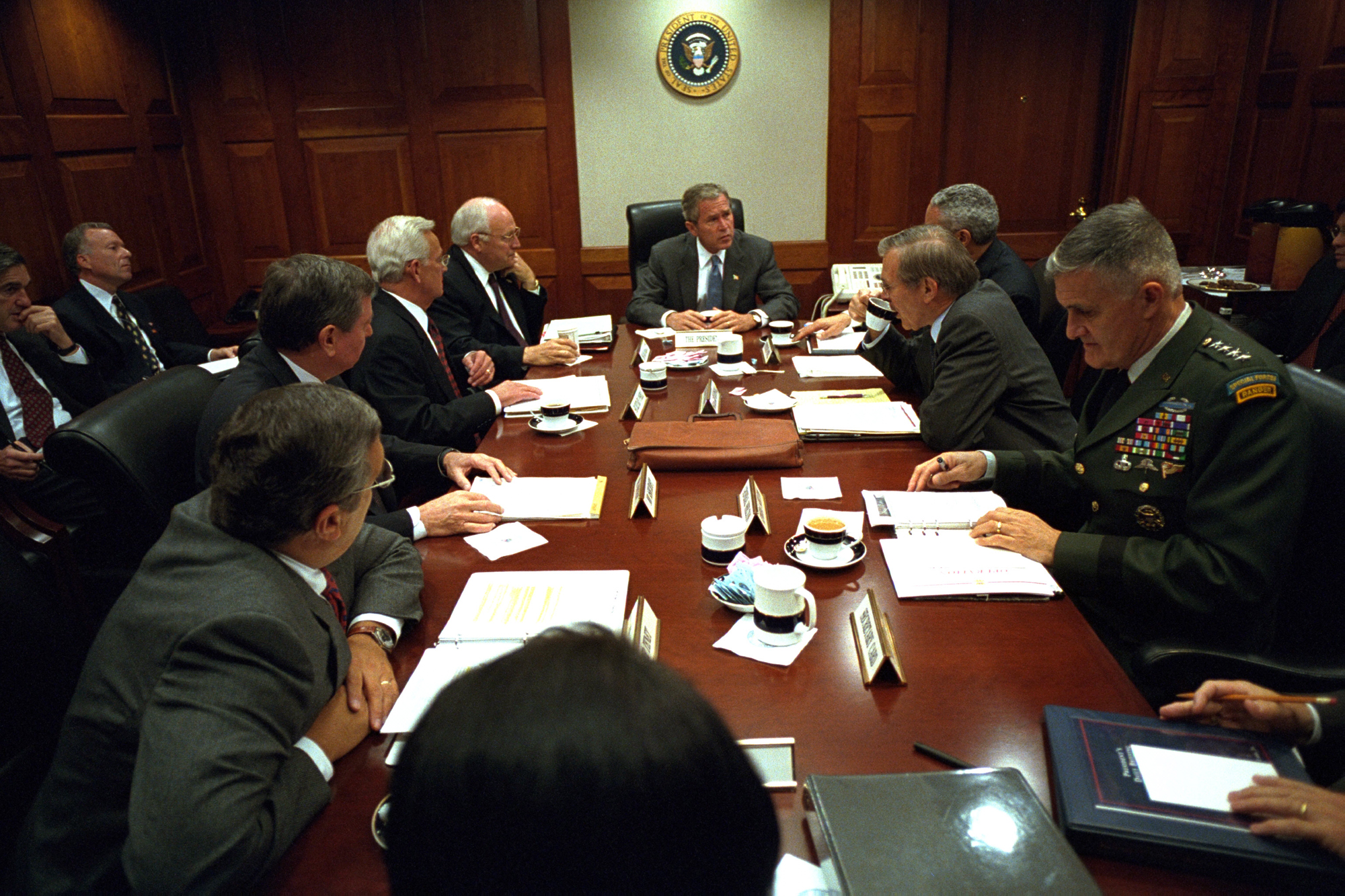
El presidente George W. Bush se reunió con su consejo de guerra en la Sala de Situaciones el 20 de septiembre de 2001, pocos días después de los atentados del 11 de septiembre de 2001.
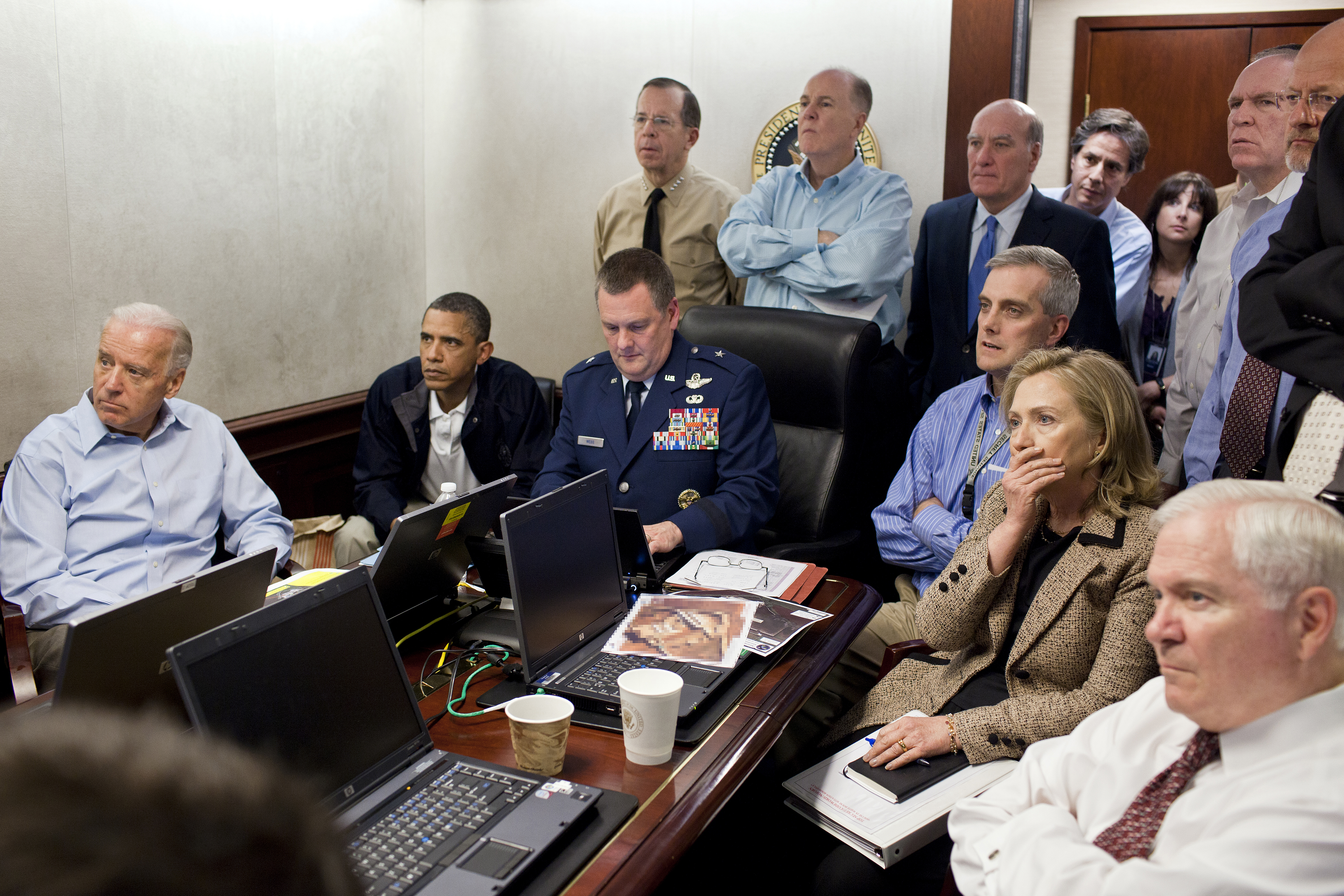
The Situation Room. El presidente Barack Obama y el vicepresidente Joe Biden, con miembros del equipo de seguridad nacional, siguiendo la  Operación Lanza de Neptuno, una misión contra Osama bin Laden, en una de las salas de conferencias de la Sala de Situación, el 1 de mayo de 2011.
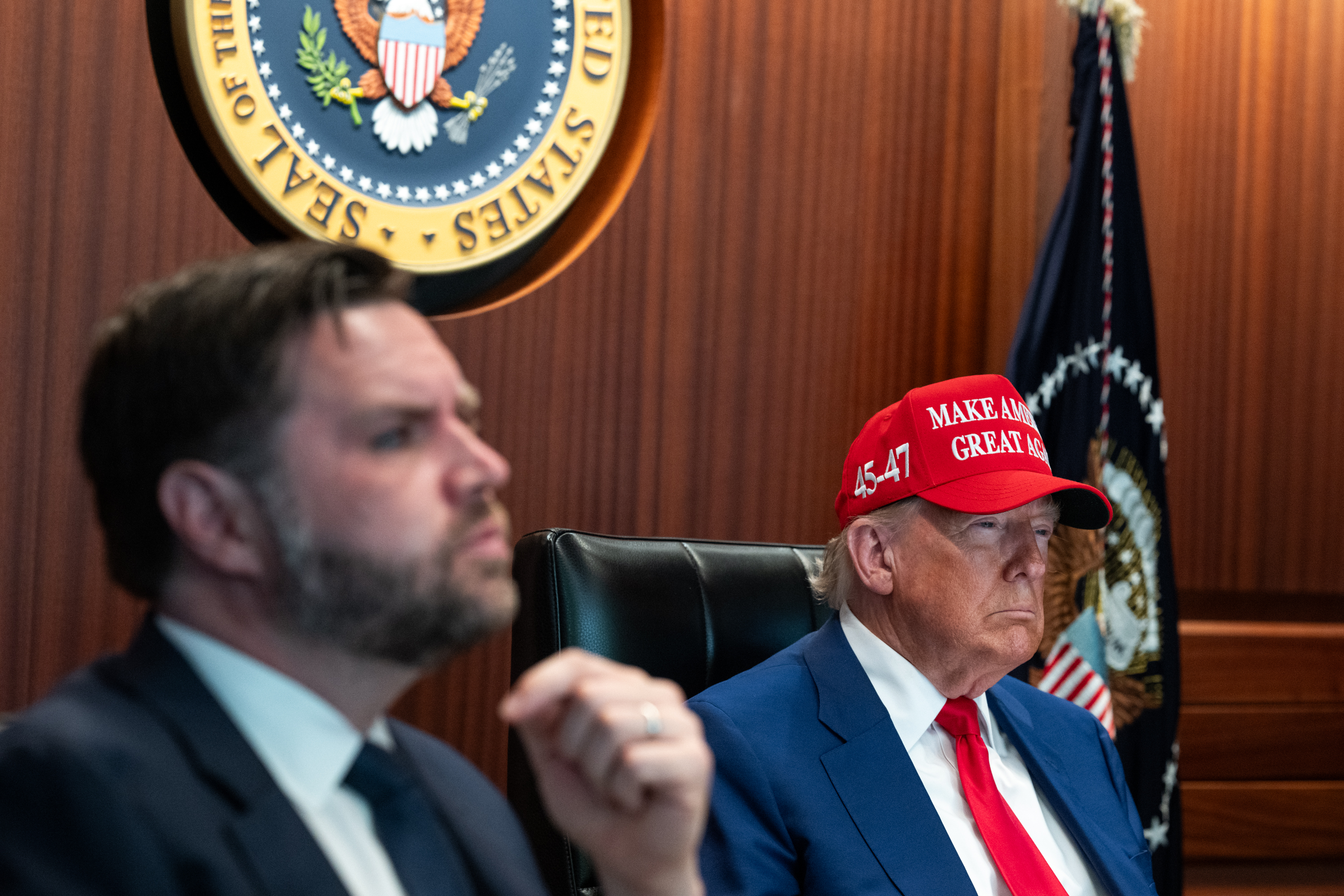
El presidente Donald Trump y el vicepresidente J.D. Vance en la Sala de crisis el 21 de junio durante los ataques de Estados Unidos contra Irán de 2025.